# Инверсия цикла
Инверсия цикла (англ. Loop inversion) — оптимизация компилятора и трансформация цикла, в ходе которой While-цикл заменяется на оператор ветвления, содержащий Do-While-цикл. При правильном использовании данная оптимизация повышает производительность за счет конвейеризации.

## Пример на С
Например, следующий код:
```
  
int
 
i
,
 
a
[
100
];

  
i
 
=
 
0
;

  
while
 
(
i
 
<
 
100
)
 
{

    
a
[
i
]
 
=
 
0
;

    
i
++
;

  
}

```

в результате применения оптимизации преобразовывается в:
```
  
int
 
i
,
 
a
[
100
];

  
i
 
=
 
0
;

  
if
 
(
i
 
<
 
100
)
 
{

    
do
 
{

      
a
[
i
]
 
=
 
0
;

      
i
++
;

    
}
 
while
 
(
i
 
<
 
100
);

  
}

```